# Kršćansko kazalište

Kršćansko kazalište žanr je kazališne umjetnosti koji donosi glazbeno-scenske izvedbe kršćanske tematike čiji začetci sežu s pojavom srednjovjekovna liturgijske drame (mirakula) te uprizorenjima biblijskih prispodoba za svečanijih misnih slavlja ili ophoda (Tijelovo), koja se u 13. i 14. stoljeću sele iz crkvi na gradske trgove i otvorene javne prostore.
Kršćansko je kazalište afirmativno, koje bez obzira na tragične ili sretne krajeve prikazanih priča, potvrđuje svijet kao dio Božjeg plana i smisao čovjekova mjesta u njemu, u skladu s kršćanskom teologijom i antropologijom. Cilj je predstava i uprizorenja poteklih iz kršćanske teatrologije pobuditi katarzu u gledatelja. U Europi je ono prevladavalo sve do prve polovine 20. stoljeća. Kršćansko kazalište nalazi se između profesionalnoga i amaterskog (pučkog) kazališta, nema mnogo medijskog i novčanog odjeka, no ima svoje gledateljstvo.
Liturgijska drama bila je najzastupljeniji žanr srednjovjekovnog kazališta, unutar koje su se posebno isticali podžanr uskrsne drama i pasionskia uprizorenja. U 15. stoljeću popularni su interludiji. U vrijeme prvotnog djelovanja Družbe Isusove javlja se i poseban žanr isusovačke (jezuitske) drame kao popularan oblik evangelizacije i obrazovanja u isusovačkim školama i internatima. Thomas Stearns Eliot svojim Ubojstvom u katedrali ponovno vraća kršćanstvo u kazalište, posebice na tragu Američkog katoličkog žanra početkom 20. stoljeća. Veću popularnost kršćanska kazališna motivika i simbolika zadobiva uspješnicom Jesus Christ Superstar. Godine 1963. osnovana je misijska kazališni pokret Convenant Players s družinama u Kaliforniji i Ohiju, a koji vremenom osniva vlastite trupe u Njemačkoj, UK-u, Australiji i Novom Zelandu. 
Najveću popularnost zadržala su pučka upriozrenja i pobožnosti, od kojih se neke nalaze na Popisu nematerijalne svjetske baštine UNESCO-a, poput procesija Svete krvi u Bruggeu, Za križen na Hvaru, Petum u Bergi, Procesije kostiju Limousina, Proslave procesija velikih struktura na ramenima, duhovskih procesija Povorka kraljeva ili ljelje, kao i crkvena drama Misterij Elxa ili fesitvali La Mare de Déu de la Salut, Festival svetih četrdeset mučenika i dr.
U Hrvatskoj se suvremeno kršćansko kazalište u početku većinom vezalo uz amaterske trupe, do pojave prvog profesionalnog Ansambla Kolbe i pokretanja Festivala kršćanskog kazališta. Od pučkih pobožnosti ističu se procesija Za križen, duhovske gorjanske ljelje i žudije, svi redom zaštićeni pod UNESCO-m. Istaknutiji autori jesu Krešimir Tičić, Rajmund Kupareo, Sonja Tomić, Nikola Kuzmičić, dok se među kazališnom kritikom ističe Sanja Nikčević.

## Vanjske poveznice
- Christians in Theatre Arts
- Nikčević, Sanja: Kršćansko kazalište danas  Arhivirana inačica izvorne stranice od 13. kolovoza 2020. (Wayback Machine) Vijenac, br. 55 (24. lipnja 2015.)